# Carna botnet

Mapa do mundo de 24 horas do uso médio de endereços IPv4, observando usando pedidos de ping ICMP pelo Carna botnet, Junho - Outubro 2012

O Carna botnet foi um botnet espalhado em 420.000 dispositivos, criado por um hacker anônimo para mensurar o tamanho da internet no que o criador chamou de "Internet Census of 2012" (censo da internet de 2012).

## Coleta de dados
Os dados foram coletados se infiltrando em dispositivos ligados à internet, especialmente roteadores, que usavam senhas padrão ou nenhuma senha. Após Carna, isso foi chamado de "a deusa romana para a proteção dos órgãos internos e da saúde".
Os dados coletados foram compilados em um GIF que mostra o uso de internet ao redor do mundo em um período de 24 horas. Tais dados  obtidos incluíam apenas endereços IPv4 mas não endereços IPv6.
O criador do Carna botnet acredita que com um número crescente de servidores IPv6 na internet, 2012 pode ter sido a ultima vez que um censo como este foi possível.

## Resultados
Dos 4.3 bilhões endereços IPv4 possíveis, o Carna botnet encontrou um total de 1,3 bilhões de endereços em uso, incluindo 141 milhões atrás de um firewall e 729 milhões que retornaram registros de sistemas de nome de domínio reversos. Os 2.3 bilhões endereços IPv4 restantes  provavelmente não eram usados.
Um censo da internet anterior contou 187 milhões de servidores visíveis em 2006.

## Número de servidores por domínio de topo
Entre outras coisas, o Carna botnet contou o número de servidores com nomes DNS inversos observados de Maio a Outubro de 2012. Os 20 maiores domínios de topo sãoː
| Número de servidores | Domínio de topo |
| -------------------- | --------------- |
| 374,670,873          | .net            |
| 199,029,228          | .com            |
| 75,612,578           | .jp             |
| 28,059,515           | .it             |
| 28,026,059           | .br             |
| 21,415,524           | .de             |
| 20,552,228           | .cn             |
| 17,450,093           | .fr             |
| 17,363,363           | .au             |
| 17,296,801           | .ru             |
| 16,910,153           | .mx             |
| 14,416,783           | .pl             |
| 14,409,280           | .nl             |
| 13,702,339           | .edu            |
| 11,915,681           | .ar             |
| 9,157,824            | .ca             |
| 8,937,159            | .uk             |
| 7,452,888            | .se             |
| 7,243,480            | .tr             |
| 6,878,625            | .in             |